# Camilla (planetoïde)
(107) Camilla is een grote planetoïde in de planetoïdengordel, tussen de banen van de planeten Mars en Jupiter. Camilla heeft een gemiddelde diameter van ongeveer 223 km en voltooit in 6,48 jaar een omloop rond de zon. Haar baan is slechts licht elliptisch van vorm. De minimale afstand tot de zon tijdens een omloop is 3.204 AE, de maximale 3.750 AE.

## Ontdekking en naam
Camilla werd op 17 november 1868 ontdekt door de Engelse sterrenkundige Norman Robert Pogson. Pogson ontdekte in totaal acht planetoïden.
Camilla is genoemd naar Camilla, in de Romeinse mythologie een prinses van de Volsci die tegen de Trojanen van Aeneas vocht.

## Eigenschappen
Camilla is waarschijnlijk een C-type planetoïde, wat betekent dat ze een relatief donker oppervlak heeft dat veel verbindingen van koolstof bevat. Camilla is lid van de Cybelegroep van planetoïden, een groep van planetoïden met vergelijkbare banen in het buitenste deel van de planetoïdengordel.
De planetoïde draait in bijna 5 uur om haar eigen as. Uit lichtcurve-analyse is berekend dat de draaias in de richting van de ecliptische coördinaten (β, λ) = (+51°, 72°) met een onzekerheid van 10°. Dat zou betekenen dat de axiale helling (de hoek van de draaias met een lijn loodrecht op de ecliptica) ongeveer 27° is.

## Satelliet
Op 1 maart 2001 werd met de Hubble Space Telescope een maantje bij Camilla gevonden. Voorlopig heeft dit de naam S/2001 (107) 1 gekregen. Het heeft een diameter van ongeveer 11 km.
S/2001 (107) 1 draait in 3,710 dagen rond Camilla in een vrijwel cirkelvormige baan, op een gemiddelde afstand van 1235 km. De omloopbaan van S/2001 (107) 1 rond Camilla heeft een as die richting de coördinaten (β, λ) = (+55°, 75°) wijst. Het baanvlak helt hooguit 3° ten opzichte van de baan van Camilla rond de zon.